# ロイ・ガイガー
ロイ・スタンレー・ガイガー（英語: Roy Stanley Geiger, 1885年1月25日-1947年1月23日）はアメリカ海兵隊の軍人、最終階級は大将。
第二次世界大戦において陸軍を指揮した最初の海兵隊指揮官の一人。ノースカロライナ州にある海兵隊の基地キャンプ・ガイガーはガイガーの栄誉を讃えて命名されている。沖縄戦に第3海兵水陸両用部隊司令官として参加。1945年6月18日のサイモン・B・バックナー・ジュニア陸軍中将の戦死後、第10軍の指揮権をジョセフ・スティルウェル陸軍大将が着任する6月23日までの間、引き継いだ。

## 生涯

### 海兵への道
ロイ・スタンレー・ガイガーは1885年1月25日にフロリダ州ミドルバーグに生まれ、フロリダ州立産業大学を経てステッソン大学でLLB.を取得する。1907年11月2日、ガイガーは海兵隊志願のためミネソタ州セントポールに向かい、基礎訓練を受けるためノーフォーク海軍基地に送られた。下士官時代はワシントンD.C.の海兵隊宿舎で過ごし、1908年6月2日には伍長に昇進する。そして、士官昇進試験と身体検査を無事に通過して、1909年2月5日には少尉に昇進した。
サウスカロライナ州ポート・ロイヤルにある海兵隊将校学校への出席を経たのち、ガイガーは戦艦「ウィスコンシン」 (USS Wisconsin, BB-9) と「デラウェア」 (USS Delaware, BB-28) に分乗する海外派遣隊のメンバーに選出された。1912年8月、ガイガーはニカラグアに派遣され、マサヤ地区のコヨテペおよびバランカへの砲撃、攻撃および捕縛作戦に参加。海外派遣は引き続いて旅団規模で行われ、1913年から1916年の間にはアメリカ領フィリピンや成立直後の中華民国にあるアメリカ公使館に派遣され、北京などで権益保護任務にあたった。
1916年3月、ガイガーはフロリダ州ペンサコーラにある海軍飛行学校に入校してパイロット免許の取得に励み、翌1917年6月に所定の課程を終えて海軍パイロット免許が与えられた。

### 第一次世界大戦と戦間期
1918年7月、ガイガーは更なる訓練がてら第一次世界大戦末期のフランスに派遣され、ダンケルクにおいてイギリス空軍第5集団と共同部隊を結成。第1海兵航空部隊を率いて北部爆撃集団として行動した。ガイガーは大戦終結後の1919年1月にアメリカ本国に戻り、敵に対する主だった爆撃に参加した功績によって、海軍十字章が授与された。
1919年12月から1921年1月までの間、ガイガーは第一臨時旅団と海兵航空部隊を率いてアメリカが実効支配を行っていたハイチに赴く。任務を終えて帰国後はバージニア州のクワンティコ海兵隊基地で勤務ののち、カンザス州レブンワースのアメリカ陸軍指揮幕僚学校に入学した。1925年6月に卒業後は再びハイチに派遣され、第一臨時旅団と観測隊を指揮した。
1927年8月、ガイガーはクワンティコに戻り、海兵隊学校で戦隊将校と教官を兼ね、翌1928年5月には海兵隊航空部隊の作戦および訓練担当将校も任された。アメリカ陸軍大学校を受講して1929年に卒業ののち、クワンティコにおいて東海岸派遣軍航空部隊司令官に就任した。その後はワシントンに戻って、海兵隊航空担当として海軍省勤務となった。
1935年6月、ガイガーは艦隊海兵軍第一航空部隊司令官としてクワンティコに着任し、1939年6月から1941年3月までは、ニューポートにある海軍大学校上級課程を受講。卒業後はロンドン駐在武官を短期間務め、1941年8月には艦隊海兵軍第1海兵航空団司令官となって、その役職で真珠湾攻撃による第二次世界大戦参戦を迎えた。

### 第二次世界大戦

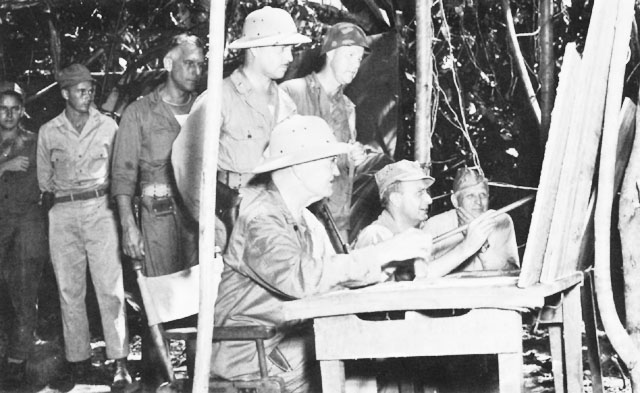
ブーゲンビルでの戦況説明に聞き入るガイガー（右端）。最手前はハルゼー

1942年9月3日、ガイガーはカクタス航空部隊司令官として占領したてのガダルカナル島に赴任し、ガダルカナル島の戦いに参加。以後1942年11月4日までの間、ガイガーは統合部隊の司令官として第1海兵航空団のほか、陸軍航空隊と海軍航空隊の指揮も執った。ガイガーはガダルカナルでの戦功により、2回目の海軍十字章の代わりに金星章を受章した。その受章理由は以下のとおりで、「断続的な敵の空襲および艦砲射撃にもかかわらず、対空砲火および空中戦により268機の日本機を撃墜し、このことは陸海軍および海兵隊の各航空隊を率いるガイガーの効率的な統率力の賜物である。部隊はこのほか、1隻の重巡洋艦と3隻の駆逐艦を確実に撃沈し、重巡洋艦1隻と軽巡洋艦5隻を含む18隻の艦船に打撃を与えた。」。ガダルカナル島でのガイガーは、戦闘の恐怖や疲労、睡眠不足などでぐったりしているパイロットを、必要とあれば蹴飛ばすなど荒っぽい方法で航空機に戻してまで作戦に投入していた。ガダルカナル島を守りきるにはやむを得ないことだったが、このガイガーの姿を強烈に目に焼き付けていた人物がいた。南太平洋部隊司令官のウィリアム・ハルゼー中将がその人物で、1年後に起こるハルゼーの窮地を違った形で助けることとなる。
1943年5月、ガイガーは海兵隊司令部に呼び戻され、海兵隊航空部隊司令官に就任する。11月を目前にしたころ、ブーゲンビル島の戦いが行われようとしていた。しかし、戦いを受け持つハルゼーの指揮下には十分とは言えない戦力しかなかった。上陸に必要な地上兵力は第3海兵師団約14,000名を中心に後詰の第37歩兵師団とニュージーランド陸軍一個旅団の計約34,000名だけで、このうちニュージーランド陸軍はトレジャリー諸島攻略担当だった。これらの兵力で第1海兵水陸両用部隊が構成され、以前はアレクサンダー・ヴァンデグリフト海兵中将が指揮を執っていたが、海兵隊司令官に内定してワシントンに向かうことになったため、代わってチャールズ・D・バレット海兵少将が部隊を率いて上陸する予定だった。しかし、作戦が始動する間際になってバレットが宿舎の2階から転落して死亡する事故が起こった。ハルゼーは、ワシントンへの移動途中で真珠湾に滞在中のヴァンデグリフトを至急呼び返すとともに、上陸作戦後にヴァンデグリフトに代わって部隊を指揮する人物の人選に入ったが、1年前の記憶が決め手となってガイガーを前線に呼び戻すこととなった。この発想は作戦参謀のウィリアム・ライリー海兵准将も同じだったが、ガイガーの名前を出したのはハルゼーが先だった。
ガイガーはブーゲンビル島にはせ参じ、11月9日からヴァンデグリフトに代わって第1海兵水陸両用部隊を指揮。戦功が認められ、12月15日に殊勲章を受章した。1944年4月には第3海兵水陸両用部隊司令官に転じ、1944年7月から8月のグアムの戦いと9月から10月にかけてのパラオ攻略戦で戦った。これらの戦功により、ガイガーは2番目と3番目の殊勲章に代えて2つの金星章を受章した。1945年4月からの沖縄戦でも第3海兵水陸両用部隊を率い、第10軍の指揮下で戦った。この沖縄戦の最中、ガイガーは流行性耳下腺炎にかかり、医官から場合によっては無精子症になることを教えられると、病気のことを隠したがるようになった。この話は医官から第5艦隊司令長官レイモンド・スプルーアンス大将に伝わり、スプルーアンスはガイガーのもとにジョークの意味でおむつと安全ピンを医官を通じて届けさせた。届けられた荷物を見たガイガーは大笑いして、「届けられた物は、大事な戦闘旗やトロフィーと一緒にしまっておく」とスプルーアンスに対して返事を書いた。1945年7月に太平洋艦隊海兵軍司令官になり、海兵隊司令部に呼び戻される1946年11月まで務めた。その後間もない1947年1月23日、誕生日を2日後に控えたガイガーは61歳で没し、第80アメリカ合衆国議会はガイガーに大将の地位を追贈した。ガイガーはアーリントン国立墓地に埋葬されている。また、アメリカ海軍の兵員輸送艦「ガイガー」 (USNS Geiger, T-AP-197) は、ガイガーを記念して命名された。

## 受章歴および略綬
|                                   |                           |             |                           |
| Gold star · Gold star · Gold star |                           |             |                           |
| Bronze star                       | Bronze star · Bronze star |             | Bronze star · Bronze star |
|                                   |                           | Bronze star |                           |
| Silver star                       |                           |             |                           |

| 海軍航空徽章                       |                                    |                                    |                                |                                |                                |                                 |                                 |                                 |                                             |                                             |                                             |
| 海軍十字章 / 金星章（1個）         | 海軍十字章 / 金星章（1個）         | 海軍十字章 / 金星章（1個）         | 海軍十字章 / 金星章（1個）     | 海軍殊勲章 / 金星章（2個）     | 海軍殊勲章 / 金星章（2個）     | 海軍殊勲章 / 金星章（2個）      | 海軍殊勲章 / 金星章（2個）      | 陸軍殊勲章                      | 陸軍殊勲章                                  | 陸軍殊勲章                                  | 陸軍殊勲章                                  |
| 海軍殊勲部隊章 / 従軍星章（1個）   | 海軍殊勲部隊章 / 従軍星章（1個）   | 海軍殊勲部隊章 / 従軍星章（1個）   | 海兵遠征軍章 / 従軍星章（2個） | 海兵遠征軍章 / 従軍星章（2個） | 海兵遠征軍章 / 従軍星章（2個） | 1912年ニカラグア戦役章          | 1912年ニカラグア戦役章          | 1912年ニカラグア戦役章          | 第一次世界大戦戦勝記念章 / Ypres-Lys clasps | 第一次世界大戦戦勝記念章 / Ypres-Lys clasps | 第一次世界大戦戦勝記念章 / Ypres-Lys clasps |
| 1921年ハイチ戦役章                 | 1921年ハイチ戦役章                 | 1921年ハイチ戦役章                 | 1933年ニカラグア戦役章         | 1933年ニカラグア戦役章         | 1933年ニカラグア戦役章         | アメリカ国防従軍章 / Base clasp | アメリカ国防従軍章 / Base clasp | アメリカ国防従軍章 / Base clasp | アメリカ本土防衛章                          | アメリカ本土防衛章                          | アメリカ本土防衛章                          |
| 太平洋戦線従軍章 / 従軍星章（5個） | 太平洋戦線従軍章 / 従軍星章（5個） | 太平洋戦線従軍章 / 従軍星章（5個） | 第二次世界大戦戦勝記念章       | 第二次世界大戦戦勝記念章       | 第二次世界大戦戦勝記念章       | 武功章（ドミニカ）              | 武功章（ドミニカ）              | 武功章（ドミニカ）              | 栄誉章ディプロマ（ニカラグア）              | 栄誉章ディプロマ（ニカラグア）              | 栄誉章ディプロマ（ニカラグア）              |

このうち、海軍殊勲章の受章理由を下に掲げる。